# 机场西站
机场西站位于中华人民共和国陕西省咸阳市渭城区西安咸阳国际机场中央，是西安地铁14号线的西端终点站。本站于2019年9月29日与西安机场城际轨道同步开通运营，2021年6月29日并入西安地铁14号线。由該站可以徒步至西安咸陽國際機場T1、T2、T3航站楼。
本站与机场站是西安地铁仅有的两座不采用汉语拼音作为英文站名的车站。

## 车站结构
本站为地下二层侧式站台车站。
- 下客站台（2019年10月）
- 往贺韶站站台（2022年8月）

| 地面            | 出入口               | A2、B、C1出入口                                              |
| 地下一层 站厅层 | 站厅                 | 客务中心、自动售票机、进出站闸机、长安通自助机，A1、C2出入口 |
| 地下二层 站台层 | 侧式站台，右侧开门   | 侧式站台，右侧开门                                           |
| 地下二层 站台层 | 14号线下客站台       |                                                              |
| 地下二层 站台层 | 14号线往贺韶（机场） |                                                              |
| 地下二层 站台层 | 侧式站台，右侧开门   |                                                              |

## 出入口
本站共有5个出入口。由于C1、C2出入口之间的联络道同时作为T2航站楼的过街通道，这两个出入口24小时开放，夜间车站停止服务后由工作人员在往站厅的通道处值守。
- 凌晨三点半，保持开放的C1出入口（2022年8月）

|      |                                     |      |
| 编号 | 指引                                | 图片 |
| A1   | T3航站楼、T3室内停车场              |      |
| A2   | T3航站楼                            |      |
| B    | 地面交通换乘中心（GTC）、室外停车场 |      |
| C1   | 室外停车场                          |      |
| C2   | T1、T2航站楼                        |      |

## 周边
- 西安咸陽國際機場

## 接驳公交
本站为西安咸阳国际机场的配套车站，公共交通指示以航站楼信息为主。此外，该机场的公路交通以机场巴士为主，常规公交线路较少。

### 北侧西行，近C出口
| T2航站楼 | T2航站楼       | T2航站楼 | T2航站楼   | T2航站楼                       |
| 编号     | 路线           | 路线     | 路线       | 备注                           |
| -------- | -------------- | -------- | ---------- | ------------------------------ |
| 802      | 空港临空产业园 | ⇆        | T5航站楼   | 原 X6                          |
| 803      | 幸福里小学     | ↺        | 空港东二路 | 经西安咸阳国际机场；原 802南段 |

### 东侧南行，近A出口
| T3航站楼 | T3航站楼       | T3航站楼 | T3航站楼   | T3航站楼                       |
| 编号     | 路线           | 路线     | 路线       | 备注                           |
| -------- | -------------- | -------- | ---------- | ------------------------------ |
| 802      | 空港临空产业园 | ⇆        | T5航站楼   | 原 X6                          |
| 803      | 幸福里小学     | ↺        | 空港东二路 | 经西安咸阳国际机场；原 802南段 |